# Samantha Barks
Samantha Jane Barks (* 2. října 1990 v Laxeyu, Isle of Man, UK) je britská herečka.

## Filmografie
| Rok  | Jméno           | Role     | Poznámky         |
| 2012 | Bídníci         | Éponine  |                  |
| 2012 | Groove High     | Zoe      | televizní seriál |
| 2008 | I'd do anything | Samantha | televizní seriál |

## Divadlo
| Rok     | Název                                    | Role         | Poznámky |
| ------- | ---------------------------------------- | ------------ | -------- |
| 2008–09 | Cabaret                                  | Sally Bowles |          |
| 2009–10 | Aladdin                                  | Aladdin      |          |
| 2010–11 | Bídníci                                  | Éponine      |          |
| 2010    | Les Misérables: 25th Anniversary Concert | Éponine      |          |
| 2011–13 | Oliver!                                  | Nancy        |          |